# Многоядрен процесор
Многоядрен процесор е централен процесор, съставен от две или повече изчислителни компонента (ядра) на един чип или в един корпус. Изчислителните ядра четат и изпълняват програмните инструкции (като сумиране, преместване на данни и разклонение), но двете ядра ги извършват едновременно и така се увеличава общата скорост на изпълнение на програми, които позволяват паралелни изчисления . Производителите обикновено реализират такива схеми на един чип или на няколко чипа, обединени в един корпус, макар че в последния случай се предпочита наименованието „multi-chip module“.
Физическата реализация на схеми с много изчислителни ядра допуска различни варианти: по-плътно или не толкова плътно разполагане на отделните елементи, споделяне или споделяне на процесорния кеш и т.н.
Обикновено споделянето на L1 кеш е нежелано, защото в резултат от увеличената латентност всяко ядро ще върви доста по-бавно от едноядрен процесор, но общ кеш за най-високото ниво е често срещан.
Свързването на двете ядра е основано на основните видове мрежови топологии. Ако ядрата са от един тип, системата се нарича хомогенна, а а ако са от различен тип – хетерогенна (например ARM big.LITTLE е хетерогенна система, но с един и същи набор от инструкции, докато AMD Accelerated Processing Unit дори нямат един и същ набор от инструкциии). Както и при единичните процесори, отделните ядра в многопроцесорните системи могат да имат микроархитектури, основани на много дълги машинни думи (на английски: Very long instruction word, VLIW), суперскаларност, векторност или многонишковост.
Използването на многоядрен процесор поставя определени изисквания и към системния софтуер, по-специално операционната система трябва да е многопроцесорна, т.е. способна да разпределя задачите между отделните ядра. рейтинг на процесора 2023: hddv.ru